# ウガエフ
ウガエフ（Khutawyre WegafまたはUgaf）は、エジプト第13王朝のファラオである。同名の将軍も存在し、この王と同一人物である可能性もある。
クタウィラー（Khutawyre）の名を持つ王は、トリノ王名表では、第13王朝の最初の王として登場するが、Kim Ryholt等の研究者は、王名表の作者がクタウィラーとセベクヘテプ1世(セケムラー・クタウィ・セベクヘテプ)の名前を混同したため、本来は第13王朝の中ほどに置くべきウガエフの名前を誤って第13王朝の最初に置いてしまったと主張している。特に、セベクヘテプ1世はRyholtやDarrell Bakerらによって、第13王朝の最初の王でアメンエムハト4世の息子と見做されている。
アビドスにおいて彼は、後にネフェルヘテプ1世によって強奪されることになる、ウプウアウトに捧げられた石碑を建造している（Cairo Museum JE 35256）。

## 伝記
- K.S.B. Ryholt, The Political Situation in Egypt during the Second Intermediate Period, c.1800-1550 BC (Carsten Niebuhr Institute Publications, vol. 20. Copenhagen: Museum Tusculanum Press, 1997).